# Gobierno del Reino Unido
El Gobierno de Su Majestad (en inglés: His Majesty's Government, HMG; en escocés: Riaghaltas a Mòrachd; Plantilla:Lang-wy) es un término usado para referirse al Gobierno del Reino Unido. Además del Reino Unido, la frase fue (y, actualmente, a veces lo es) utilizada por otros países que reconocen el jefe de Estado británico como suyo.
En el derecho constitucional británico, el poder ejecutivo pertenece virtualmente al monarca y se ejerce a través de los ministros. En la realidad, el Gobierno es una autoridad ejecutiva constituida por los ministros del monarca. En la Mancomunidad de Naciones, el término "gobierno" no hace referencia ni al parlamento ni a los tribunales, sino únicamente al ejecutivo.
Los términos "Gobierno de Su Majestad del Reino Unido" o "Gobierno Británico de Su Majestad" pueden emplearse para evitar ambigüedades.
El actual primer ministro es el laborista Keir Starmer, que asumió el cargo el 5 de julio de 2024 en reemplazo del conservador Rishi Sunak, electo para el cargo el 25 de octubre de 2022. Starmer lidera el Partido Laborista, que obtuvo la mayoría de los escaños en la Cámara de los Comunes en las elecciones generales del 4 de julio de 2024.

## Formación
El gobierno lo lidera el primer ministro, que elige a los ministros. Colectivamente, forman el Gabinete. Todos los ministros del gobierno deben atender al parlamento y responder ante él. El gobierno depende del parlamento para legislar  y se celebran elecciones cada cinco años para formar la Cámara de los Comunes, salvo que una moción de censura en los Comunes provoque elecciones anticipadas. Tras unas elecciones, el monarca elige como primer ministro al líder del partido que previsiblemente obtenga un respaldo mayoritario.
Según el Derecho constitucional británico, el poder ejecutivo pertenece al monarca, aunque su autoridad la ejerce únicamente el primer ministro y su gabinete. Los miembros del gabinete aconsejan al monarca como miembros del Consejo Privado. También ejercen su poder directamente como líderes de los diferentes departamentos ministeriales.

## Historia del término
En el Imperio británico, la expresión "Gobierno de Su Majestad" la empleó originalmente el Gobierno Imperial en Londres y de manera exclusiva. Con el desarrollo de la Commonwealth, los dominios autogobernados pasaron a ser vistos como reinos de igual soberanía dentro del Reino Unido, y desde las décadas de 1920 y 1930 la forma "Gobierno de Su Majestad en el ..." comenzó a ser utilizada tanto por el Reino Unido como por los gobiernos de los dominios. Los gobiernos coloniales, estatales y provinciales, por otro lado, continuaron utilizando el título menor de "Gobierno de ...". Existió también un Gobierno de Su Majestad en el Estado Libre Irlandés.
Hoy, sin embargo, la mayoría de los gobiernos de los reinos de la Commonwealth utilizan la forma "Gobierno del ...", y es hoy, sobre todo en Reino Unido, donde pueden verse en uso oficial los títulos "Gobierno de Su Majestad", "Gobierno de Su Majestad en Reino Unido" o "Gobierno Británico de Su Majestad" —este último en sus relaciones con Estados extranjeros y en los pasaportes británicos—. Aunque muy inusual hoy en otros reinos de la Commonwealth, su uso no es incorrecto. En una decisión de 1989 de la Corte Suprema de Canadá, uno de los jueces hizo referencia al "Gobierno de Su Majestad para la provincia de Nueva Escocia".